# Vals (Austria)
Vals – gmina w Austrii, w kraju związkowym Tyrol, w powiecie Innsbruck-Land. Według Austriackiego Urzędu Statystycznego  liczyła 538 mieszkańców (1 stycznia 2015).